# Dasna
Dasna é uma cidade e uma nagar panchayat no distrito de Ghaziabad, no estado indiano de Uttar Pradesh.

## Geografia
Dasna está localizada a 28° 41′ N, 77° 32′ L. Tem uma altitude média de 207 metros (679 pés).

## Demografia
Segundo o censo de 2001, Dasna tinha uma população de 24 428 habitantes. Os indivíduos do sexo masculino constituem 54% da população e os do sexo feminino 46%. Dasna tem uma taxa de literacia de 45%, inferior à média nacional de 59.5%: a literacia no sexo masculino é de 56% e no sexo feminino é de 32%. Em Dasna, 22% da população está abaixo dos 6 anos de idade.